# Animosity (album Sevendust)
Animosity – trzeci album zespołu Sevendust.

## Lista utworów
1. "Tits on a Boar" – 3:40
2. "Praise" – 3:40
3. "Trust" – 5:16
4. "Crucified" – 4:14
5. "Xmas Day" – 5:15
6. "Dead Set" – 5:00
7. "Shine" – 3:42
8. "Follow" (feat. Aaron Lewis of Staind) – 4:34
9. "Damaged" – 4:34
10. "Live Again" – 4:22
11. "Beautiful" – 4:36
12. "Redefine" – 3:44
13. "Angel's Son" – 3:48

## B-side
- "Corrected"
- "Leech"